# IC 116
IC 116 је спирална галаксија у сазвјежђу Кит која се налази на листи објеката дубоког неба у Индекс каталогу.
Деклинација објекта је - 4° 58' 56" а ректасцензија 1h 26m 50,5s. Привидна величина (магнитуда) објекта IC 116 износи 13,8 а фотографска магнитуда 14,5. IC 116 је још познат и под ознакама MCG -1-4-49, PGC 5389.